# Karsten Nielsen (atlet)
 Der er flere personer med dette navn, se Karsten Nielsen.
Karsten Nielsen (født 1965) er en dansk atlet. Han er medlem af Trongårdens IF og deltager stadig i veteran stævner. Han vandt bronzemedaljen på Veteran-VM 2005 og EM 2006 . Han var i ungdomsåren i AK Holstebro og 1989 i Aarhus 1900.

## Danske mesterskaber
- Sølv 1997 Trespring inde 14,56
- Guld 1993 Trespring 14,97w
- Sølv 1992 Trespring 14,68
- Guld 1992 Trespring inde 14,70
- Bronze 1991 Trespring 14,98
- Sølv 1989 Trespring 14,59
- Sølv 1987 Trespring 14,62

## Personlige rekord
- Trespring: 14,98 (1991)
- 110 meter hæk 14,7 (1993)